# Мали седални мишић
Мали седални мишић (МСМ)  је мишић карлице троугластог облика који полази са спољашње стране бедрене кости испод припоја средњег седалног мишића и завршава се на предњој ивици великог трохантера бутне кости. МСМ делује у синергији са средњим седалним мишићем да би произвео покрете у зглобу кука  (унутрашња ротација и одмицање бутине), па се сматра да је овој мишић важан стабилизатор карлице у циклусу хода.

## Анатомија
МСМ је мали троугласти мишић који се налази дубоко у задњем делу кука. Он се протеже од седаалне површине  бедрене кости до проксималног краја бутне кости. Спада у групу седалних  мишића, заједно са великим и средњим, седалним мишићем и мишићем затезачем широке фасције.
Инервисан је од стране горњег седалног нерва

## Функција
Средњи и мали седални мишић одводи бутину, када је уд испружен, и углавном се  у овој активности користе ослањање тела на једном уду, које је повезано са дејством са мишићем затезачем широке фасције.
Њихова предња влакна такође савијају кук и повлаче већи трохантер пут напред, а бутину  ротирају ка унутра,  у чему им помаже и  затезач  широке фасције.
И мали и средњи седални мишић имају исту функцију. Њихова примарна функција је одвођење бутне кости, док се унутрашња ротација и флексија могу јавити у зависности од положаја бутне кости. Поред тога, са савијеним куком,  мали седални мишић изнутра ротира бутину. Са испруженим куком, мали седални мишић споља ротира бутину. 
МСМ је такође локални стабилизатор кука. Његово ричвршћивање за горњу капсулу кука може  послужити за повлачење зглобне капсуле  током кретања.  

## Клинички значај
Парализа овог мишића или средњег седалног мишића, може бити узрокована парализом горњег седалног нерва. Она може довести до потешкоћа у померању ноге. Особе са овом врстом параличе компензују потешкоће у ходу усвајањем Тренделенбурговог хода.